# Gilbender Stinktäubling
Der Gilbende Stinktäubling  (Russula subfoetens) ist ein Pilz aus der Familie der Täublingsverwandten. Der mittelgroße, stumpf honiggelb bis rostbraune Täubling hat einen von vielen als widerlich empfundenen Geruch und kommt meist in Laubwäldern vor. Typisch für ihn ist, dass sich seine Stielspitze mit Laugen zitronengelb verfärbt.

## Merkmale

### Makroskopische Merkmale
Der 5–10 (–12) cm breite Hut ist zuerst fast kugelig, dann niedergedrückt. Er ist stumpf honigfarben, gelb bis bräunlich gefärbt und hat oft eine rötlich-braune oder rostbraune Mitte. Die Huthaut ist bei Feuchtigkeit schmierig und glänzend und lässt sich bis etwa zur Hälfte abziehen. Der Rand ist deutlich fein gerippt.
Die dicken, meist weit entfernt stehenden und oft gegabelten Lamellen sind am Stiel angewachsen und cremeweißlich bis schmutzig gelbocker gefärbt. Im Alter werden sie oft braun fleckig, auch die Lamellenschneiden sind mehr oder weniger braunfleckig. Das Sporenpulver ist cremefarben (IIa-IIb nach Romagnesi).
Der blass honiggelbe Stiel ist 5–10 cm lang und 1–2,5 cm breit. Er ist nicht ganz so stämmig wie beim Stinktäubling und auch insgesamt kleiner. Der Stiel ist an der Basis oft verschmälert, recht fest, aber schon bald innen hohl.
Das Fleisch ist cremeweißlich bis gelblich und gilbt im Anschnitt. Der Täubling hat einen schärflichen Geschmack, der beim Kauen langsam schärfer aber niemals sehr scharf wird. In der Huthaut schmeckt er schärfer als im recht milden Fleisch. Den Geruch empfinden viele als unangenehm; er ähnelt dem des Stinktäubling, ist aber nicht ganz so intensiv und hat auch eine fruchtige Komponente. Mit Eisensulfat reagiert das Fleisch schmutzig rosa, die Guajakreaktion ist intensiv positiv. Mit KOH verfärbt sich die Stielspitze zitronengelb und später braun bis rostrot.

### Mikroskopische Merkmale
Die Sporen sind oval-elliptisch 7–10 µm lang und 5,5–7 (–8) µm breit. Die Sporen sind mit 0,3–0,7 µm hohen, fast gratigen Warzen besetzt, von denen nur wenige Verbindungen ausgehen. Die Hyphen-Endzellen der Huthaut sind zylindrisch und etwa 3–5 µm breit. Die Pileozystiden sind fast spindelförmig, an der Spitze mehr oder weniger appendikuliert oder zusammengezogen. Die Sulfobenzaldehyde-Reaktion ist recht variabel.

## Artabgrenzung
Die Arten der Untersektion Foetentinae sehen makroskopisch alle sehr ähnlich aus. Der Mandel-Täubling (Russula grata) und der Morse-Täubling (Russula illota) lassen sich aber leicht durch ihren Bittermandelgeruch und ihre stark gratigen bis geflügelten Sporen unterscheiden. Der Stinktäubling hat derbstachligere Sporen und einen stärker übelriechenden Geruch. Seine Stielspitze verfärbt sich mit Laugen niemals zitronengelb.

## Ökologie
Der Gilbende Stinktäubling hat eine ähnliche Ökologie wie der Stinktäubling. Allerdings scheint er bevorzugt mit Laubbäumen eine Mykorrhiza auszubilden. Seine wichtigsten Symbiosepartner sind Rotbuchen und Birken. Viel seltener geht er auch mit anderen Laubbäumen wie Eichen oder Hainbuchen eine symbiontische Beziehung ein. Ebenso selten dienen Nadelbäume als Wirt, nur die Varietät johannis  soll bevorzugt unter Fichten vorkommen. Die Fruchtkörper erscheinen von Ende Juli bis Anfang Oktober meist nur unter Altbäumen. Der Täubling kommt bevorzugt in Hügel- und Bergland vor.

## Verbreitung

Europäische Länder mit Fundnachweisen des Gilbenden Stinktäublings.
Legende:
Länder mit Fundmeldungen
Länder ohne Nachweise
keine Daten
außereuropäische Länder

Der Gilbende Stinktäubling kommt Nordafrika(Marokko),  Nordasien (Japan), Nordamerika und Europa vor. In Nordamerika findet man ihn in den östlichen USA. Seine westlichste Ausdehnung erreicht er in Michigan und im Süden reicht sein Verbreitungsgebiet bis nach North Carolina.

## Systematik

### Infragenerische Systematik
Der Gilbende Stink-Täubling wird in die Untersektion Foetentinae gestellt, die ihrerseits innerhalb der Sektion Ingratae steht. Die Vertreter der Untersektion haben (gelb)braune bis graue Hüte, die am Rand stark gefurcht sind, und einen starken, meist unangenehmen Geruch.

### Unterarten und Varietäten
Folgende Varietäten wurden beschrieben:
| Varietät                         | Autor                      | Beschreibung |
| -------------------------------- | -------------------------- | --- |
| Russula subfoetens var. grata    | (Britzelm.) Romagn. (1967) | Wird heute als eigenständige Art angesehen Russula grata, der Mandeltäubling.                                                                                       |
| Russula subfoetens var. johannis | Moënne-Locc. (1996)        | Gleicht dem Typ bis auf den ziemlich grauenden Stiel, der sich mit Basen leuchtend orangegelb verfärbt. Die Varietät kommt unter Fichten auf kalkreichen Böden vor. |

## Bedeutung
Der Täubling ist aufgrund seines widerlichen und scharfen Geschmacks nicht essbar.